# Karen Blixen i Danmark - Breve 1931-1962
Karen Blixen i Danmark – Breve 1931-1962 er som titlen antyder en samling af breve fra og til Karen Blixen, udgivet posthumt i 2 bind den 26. marts 1996 i Danmark (udgivet i Frankrig i 2000, men ikke USA og England).

## Fodnoter
1. ↑  Samlet fortegnelse over brevafsendere og -modtagere, In: Engelbrecht, Tom og Lasson, Frans: Karen Blixen i Danmark – Breve 1931-1962, København 1996, bd. 1, pp. 51-54.
2. ↑  Forkortet version. Jf. Henriksen, Liselotte: Blixikon, Viborg 1999, p. 348.
3. ↑  Henriksen, Liselotte: Blixikon, Viborg 1999, p. 348.